# Договор Новгорода с Готским берегом, Любеком и немецкими городами
Договор Новгорода с Го́тским берегом, Любеком и немецкими городами — международный договор между Великим Новгородом (Новгородской республикой), Готландом и немецкими городами о мире и торговле, заключённый приблизительно в 1259—1260 годах или 1262—1263 годах при князьях Александре Ярославиче (Невском) и его сыне Дмитрии. Удостоверен договорной грамотой.

## Текстология и кодикология
Договорная грамота известна в пергаменном подлиннике и представляет собой первую часть комплекса из двух актов. Вслед за её текстом на том же листе пергамена и тем же почерком переписан текст предшествующей Договорной грамоты Новгорода с Готским берегом и немецкими городами 1191—1192 годов. Комплекс из обоих актов утверждён печатями. К верхнему полю листа прикреплены серебряные позолоченные печати князя Ярослава Ярославича, новгородского архиепископа Далмата и «всего Новгорода», к нижнему — привешены такие же, но свинцовые. А. Л. Хорошкевич и Е. А. Рыбина предполагали, что имеющийся документ представляет собой не оригинал, а список. Хранился в Рижском архиве и был найден в середине XIX века.

## Датировка
Документ лишён дат. Исследователи предлагают различные датировки договорной грамоты.
Составители издания 1949 года датировали договор 1262—1263 годами. Договор мог быть заключён после успешного похода новгородцев во главе с князем Дмитрием Александровичем на Юрьев осенью 1262 года, что даёт верхний рубеж датировки. 1263 год — нижний рубеж датировки, так как Александр Невский умер 14 ноября 1263 года.
Л. К. Гётц относил договор к концу 1259 году, когда в Новгороде одновременно находились упомянутые в договоре Александр Невский и его сын Дмитрий. Е. А. Рыбина отмечает, что трудно установить связь между военным походом на Юрьев (см. выше) и торговыми делами Новгорода с Готландом и немецкими городами. В немецких источниках сохранилось письмо Ревеля, отправленное в конце мая 1259 года в Любек в ответ на жалобу последнего о несправедливости и насилии, чинимых немецким купцам в Новгороде. По предположению исследовательницы, описанные письмо Любека и послужило причиной прекращения торгового сообщения между новгородскими и немецкими купцами, возобновлению которого был посвящён рассматриваемый договор. Датой заключения договора Рыбина считает 1259—1260 годы, когда, по её мнению, и Александр, и Дмитрий находились в Новгороде.
Различные имена князей в тексте договора и на печати Л. В. Черепнин объяснял отсутствием Александра в Новгороде в момент утверждение договора (князь в это время находился в Орде).
Сам договор Александра Невского (в отличие от комплекса из двух актов, в составе которого он известен) лишён корроборации, поэтому ряд исследователей рассматривал его в качестве проекта договора, ратифицированного лишь после 1265 года, когда к власти пришёл князь Ярослав Ярославич, печатью которого скреплён документ. В частности, В. Л. Янин предполагал «запоздалую ратификацию» договора. Эту мысль развил И. Э. Клейненберг, который считал, что документ, содержащий оба договора, был изготовлен для переговоров 1292 года. Учёный предполагал, что каждому из двух актов этого пергамена соответствовал свой ряд печатей: договору Александра Невского — позолоченных, договору Ярослава Владимировича конца XII века — свинцовых.

## История
Конечный протокол договорной грамоты содержит слова: «А се старая наша правда и грамота…», что, по мнению И. И. Срезневского указывает на переписанный следом договор конца XII века.
По мнению А. Л. Хорошкевич, наличие печати архиепископа Далмата, занимавшего владычный престол до 1273 года указывает на то, что двойной документ создан не позднее этого года. В 1268—1270 годы немецкие и готландские послы вели переговоры с Новгородом о торговле. В 1268 году немецко-готландская сторона представила проект нового соглашения, существенно ущемлявшего интересы новгородцев и расширявшего права иностранных купцов. Западные торговые контрагенты намеревались воспользоваться тяжёлым положением Новгорода, связанным с установлением в городе «числа» в пользу монгольских завоевателей и общим ослаблением его политического и экономического положения. В 1269 году новгородцы выдвинули свой контрпроект, предусматривавший некоторые уступки в пользу немецко-готландской стороны, но не по всем спорным вопросам. Однако новый договор так и не был заключён. Для возобновления торговли немцы Риги обратились к ордынским послам в Новгороде. По распоряжению («Слову») хана Менгу-Тимура рижане получили право беспрепятственной торговли в Новгороде. По предположению Хорошкевич, копии международных договоров Новгорода (сохранившийся двойной документ) были изготовлены в начале 1270 года в качестве приложения к «Слову» Менгу-Тимура, изложенному в жалованной грамоте Ярослава Ярославича рижанам (Грамота князя Ярослава Ярославича рижанам о свободном пути для гостей, по Менгу-Темирову слову). Отсутствие корроборации в текстах договоров исследовательница объясняет тем, что копии воспроизводили новгородские противни (вторые экземпляры) соглашений. Подлинность и точность копий удостоверили князь, а также владыка Далмат и новгородская господа — «весь Новгород».

## Содержание
Договор устанавливал мир («миръ докончахъмъ на сеи правдѣ»). Запрещалось нарушать установленные порядки — немцам в Новгороде, новгородцам — на немецких территориях. Также договором регулировались торговые отношения.

## Издания
- Грамоты, касающиеся до сношений северо-западной России с Ригою и Ганзейскими городами в XII, XIII и XIV веке / Найдены в Рижском архиве К. Э. Напиерским и изданы Археографическою комиссиею. — СПб., 1857. — № 1-а (с литографированным воспроизведением) — первая публикация.
- Русско-ливонские акты, собранные К. Е. Напьерским. Изданы Археографическою комиссиею. — СПб., 1868. — № 16; LUB, VI, № 3033.
- Грамоты Великого Новгорода и Пскова / Институт истории АН СССР, Ленинградское отделение ; подгот. к печати В. Г. Вейман и др. ; под ред. С. Н. Валка. — М. ; Л. : Издательство АН СССР, 1949. — С. 56—57.